# Aellopos
Aellopos Hübner, 1819 è un genere di lepidotteri appartenente alla famiglia Sphingidae, diffuso in America Settentrionale, Centrale e Meridionale.

## Descrizione
Le antenne sono di moderata lunghezza, clavate e uncinate alle estremità. Il capo è largo e i palpi labiali terminano repentinamente poco al di sopra del punto di inserzione della fronte.
La colorazione dominante dei rappresentanti di questo genere è il marrone più o meno scuro, con varianti giallo-fosche; in alcune specie l'addome presenta una banda bianco-argentata, più o meno ampia, sul quarto segmento. Le ali, esse pure di colorazione principalmente bruna, presentano in talune forme, disegni o campiture bianche o gialle, di geometria variabile.

## Distribuzione e habitat
La distribuzione è esclusivamente neotropicale e neartica, a partire dagli Stati Uniti settentrionali (Maine, Michigan, New York), fino alla Terra del Fuoco.
Gli esemplari si rinvengono in zone boschive di ambienti principalmente tropicali o sub-tropicali. Le abitudini sono tipicamente diurne.

## Alimentazione
I bruchi parassitano principalmente le foglie di varie specie di Rubiaceae.

## Tassonomia

### Specie
Il genere comprende sei specie:
- Aellopos blaini (Herrich-Schäffer, 1869)
- Aellopos ceculus (Cramer, 1777)
- Aellopos clavipes (Rothschild & Jordan, 1903)
- Aellopos fadus (Cramer, 1775)
- Aellopos tantalus (Linnaeus, 1758)
- Aellopos titan (Cramer, 1777) - (specie tipo Sphinx titan Cramer, 1777)

### Sinonimi
È stato riportato un solo sinonimo:
- Aellopus [sic] Druce, 1881

### Alcune specie

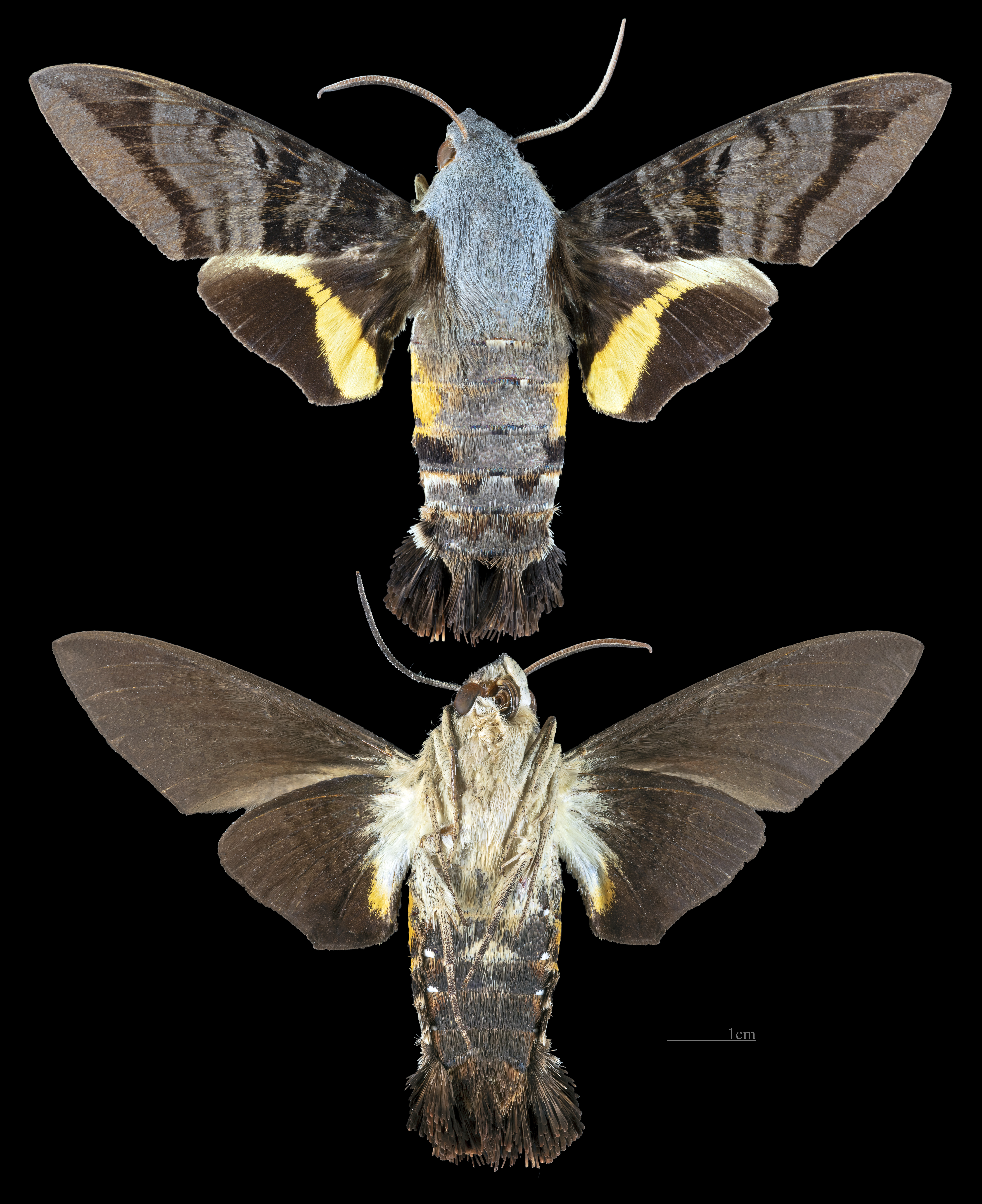
Aellopos ceculus
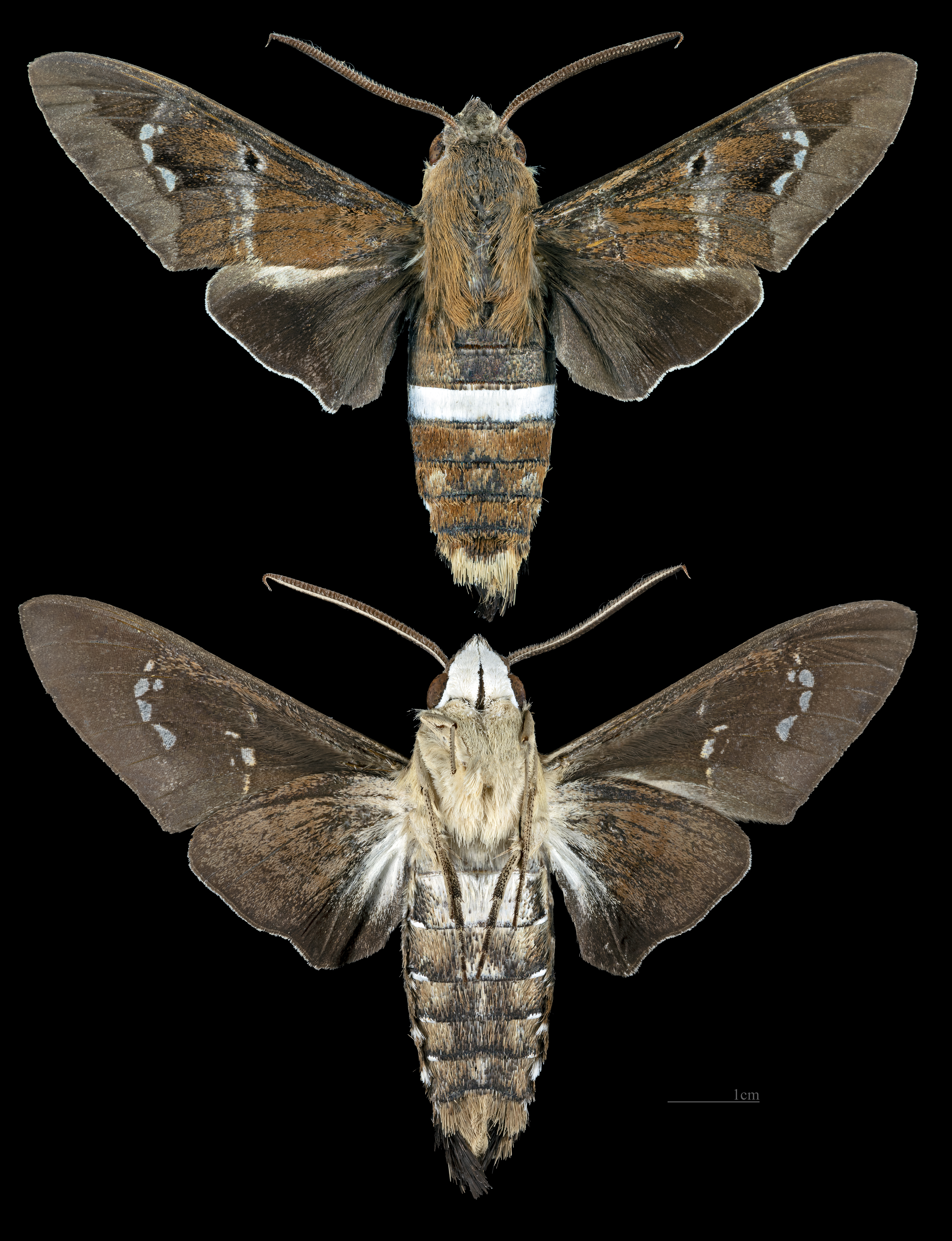
Aellopos clavipes
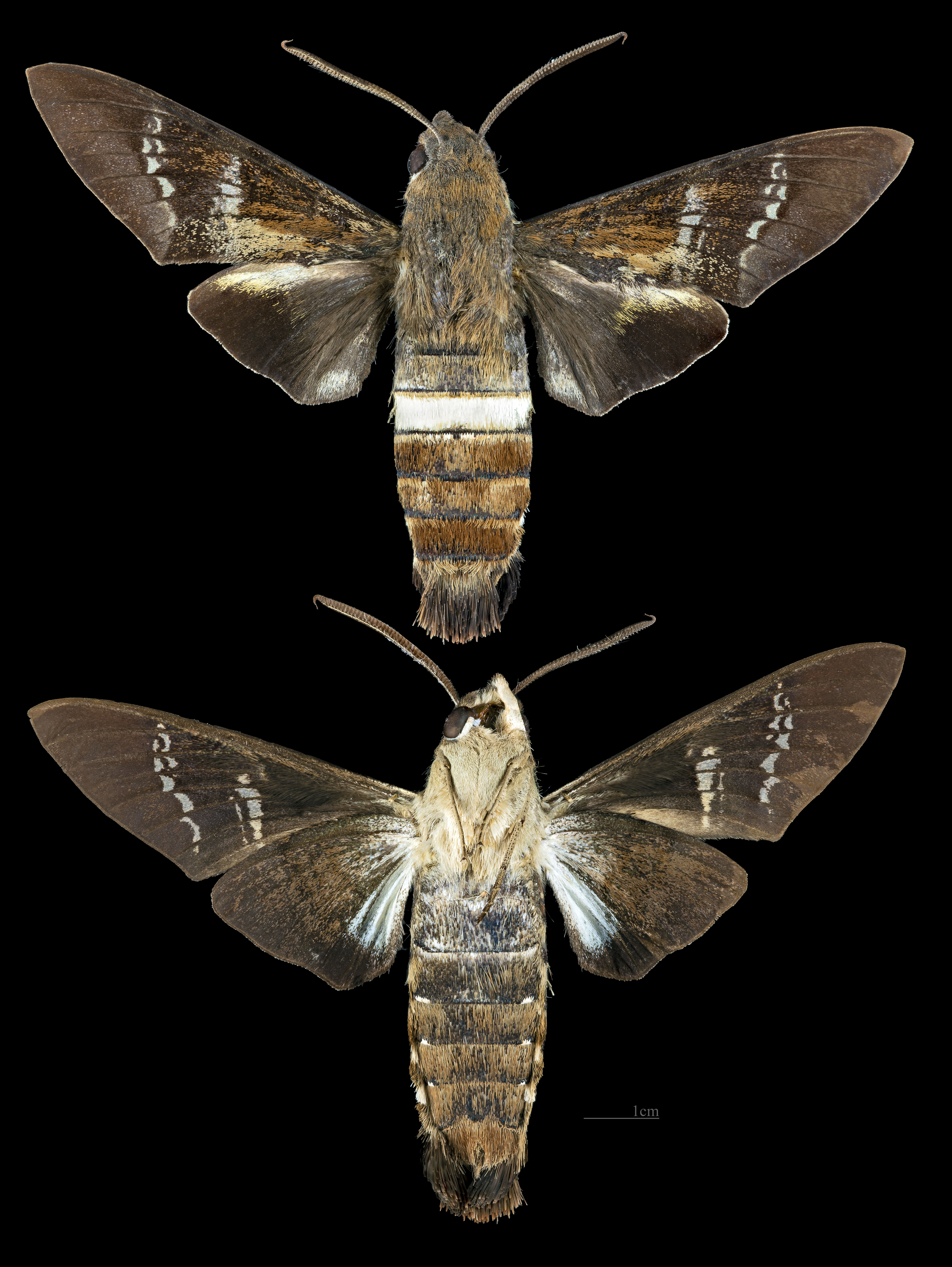
Aellopos fadus
Aellopos tantalus
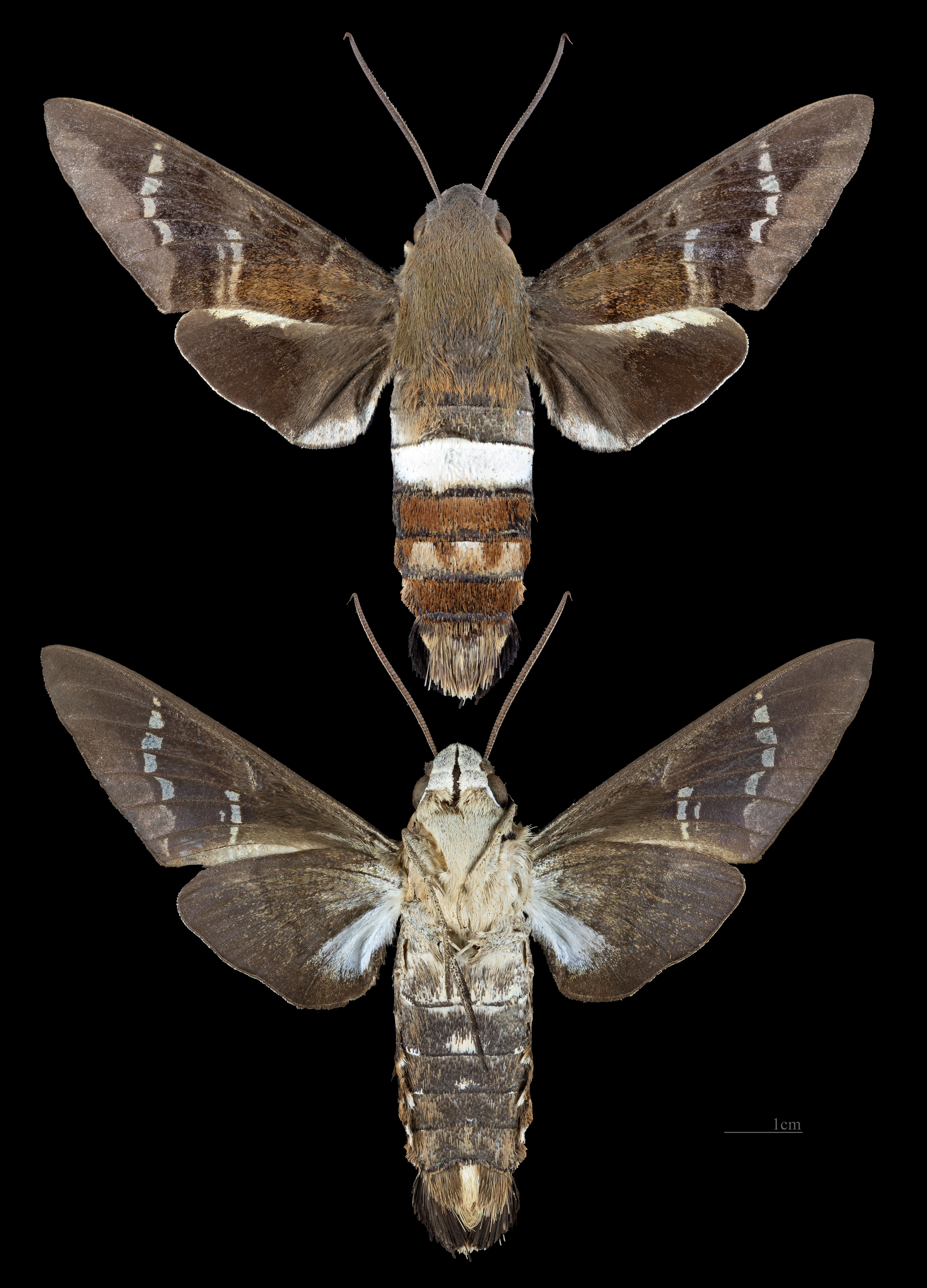
Aellopos titan